# Posługowo
Posługowo – wieś w Polsce położona w województwie kujawsko-pomorskim, w powiecie żnińskim, w gminie Janowiec Wielkopolski.
W latach 1975–1998 miejscowość administracyjnie należała do województwa bydgoskiego. Według Narodowego Spisu Powszechnego (III 2011 r.) liczyła 187 mieszkańców. Jest piętnastą co do wielkości miejscowością gminy Janowiec Wielkopolski.

## Urodzeni w Posługowie
- Florian Krygier (1907-2006), polski trener i działacz piłkarski, jeden z twórców Pogoni Szczecin
- Tadeusz Hoppe (1913-2003), ksiądz katolicki, salezjanin, w latach 1958-2003 proboszcz parafii rzymskokatolickiej św. Piotra w Odessie